# Ḥēth
Cette page contient des caractères spéciaux ou non latins. S’ils s’affichent mal (▯, ?, etc.), consultez la page d’aide Unicode.
Ḥēth (ܚ) est la 8e lettre de l'alphabet syriaque.
Son caractère Unicode est 071A.